# Gad (fiul lui Iacob)
Conform Genezei, Gad este al șaptelea copil al lui Iacob, mama lui fiind Zilpah, servitoarea Liei.